# Mateusz Kowalski
Mateusz Kowalski (30 de setembre de 1986, Cracòvia) és un futbolista polonès que juga pel Wisła Kraków.